# Farāh Rud
Der Farāh Rud (persisch فراه رود, DMG Farāh-Rūd, ‚Farāh-Fluss‘) ist ein Fluss im Westen Afghanistans.
Er entspringt an den südlichen Ausläufern des Band-e Bayan-Gebirgszugs im Nordosten der Provinz Ghor und fließt in südwestlicher Richtung. Im Ober- und Mittellauf durchfließt der Fluss das zentralafghanische Bergland. Im Unterlauf verlässt er das Bergland und fließt durch die Wüstenlandschaft der Provinz Farah. Er passiert dabei die Oasenstadt Farah. Nach etwa 580 km erreicht der Fluss nahe der afghanisch-iranischen Grenze den im Sistanbecken gelegenen abflusslosen See Sabari. Der Fluss wird zur Bewässerung genutzt.